# Tetrastichus theoi
Tetrastichus theoi är en stekelart som beskrevs av Graham 1991. Tetrastichus theoi ingår i släktet Tetrastichus och familjen finglanssteklar.
Artens utbredningsområde är Frankrike. Inga underarter finns listade i Catalogue of Life.